# Ліґензи

Варіант гербу Півкозич

Ліґензи гербу Півкозич (пол. Ligienzowie) — польський шляхетський рід.

## Представники
- Гермолаус
  - Гермолаус — підскарбій великий коронний, староста самбірський, дрогобицький

- Миколай — каштелян вісьліцький, чехувський, староста бєцький, жидачівський, дружина Ельжбета Йордан, донька Вавжинця
  - Миколай Спитек — староста жидачівський

- Зиґмунт Ліґенза — львівський староста
- Фелікс Ліґенза — львівський латинський архієпископ

- Станіслав (†1707), йому був встановлений надгробок у костелі кармелітів босих Львова[1]
- Анна — дружина Павла Коритка, за К. Несецьким, донька жарнувського каштеляна[2]